# Список президентів Кірибаті
У статті подано список президентів Республіки Кірибаті від моменту здобуття державою незалежності 1979 року досьогодні. Президент Кірибаті є главою держави та уряду країни.

## Список
| Порядок | Портрет | Ім'я               | Початок повноважень | Завершення повноважень | Примітки                           |
| ------- | ------- | ------------------ | ------------------- | ---------------------- | ---------------------------------- |
| 1       |         | Ієремія Табаї      | 12 липня 1979       | 10 грудня 1982         | Тимчасово відсторонений від посади |
| в. о.   |         | Рота Оноріо Арорае | 10 грудня 1982      | 18 лютого 1983         |                                    |
| 1       |         | Ієремія Табаї      | 18 лютого 1983      | 4 липня 1991           | Повернувся на пост глави держави   |
| 2       |         | Театао Теаннакі    | 4 липня 1991        | 24 травня 1994         |                                    |
| в. о.   |         | Текірера Тамуера   | 24 травня 1994      | 28 травня 1994         |                                    |
| в. о.   |         | Ата Теаотаї        | 28 травня 1994      | 1 жовтня 1994          |                                    |
| 3       |         | Тебуроро Тіто      | 1 жовтня 1994       | 28 березня 2003        |                                    |
| в. о.   |         | Тіон Отанг         | 28 березня 2003     | 10 липня 2003          |                                    |
| 4       |         | Аноте Тонг         | 10 липня 2003       | 11 березня 2016        |                                    |
| 5       |         | Танеті Мамау       | 11 березня 2016     |                        |                                    |